# Josef Opatrný
Josef Opatrný (19. listopadu 1945 Skryje u Rakovníka – 15. dubna 2025) byl český historik a iberoamerikanista, v letech 1990 až 2019 byl vedoucím Střediska ibero-amerických studií (SIAS) Filozofické fakulty Univerzity Karlovy.

## Biografie
Po maturitě na SVVŠ v Rakovníku vystudoval FF UK (obor historie – čeština), která se posléze stala jeho profesním působištěm. Roku 1991 se habilitoval a v roce 1995 se stal profesorem obecných dějin. Specializoval se na novověké dějiny Latinské Ameriky, zejména Kuby, a také na dějiny Spojených států amerických, především indiánské války v USA 19. století. V letech 1996–1999 zastával post viceprezidenta Asociace evropských historiků-latinoamerikanistů (AHILA). Kromě SIAS přednášel i na Metropolitní univerzitě Praha a byl členem edičních rad celé řady odborných periodik v České republice i v zahraničí. Zasedal též ve vědeckých radách a bohatá byla jeho organizační činnost na půdě nejen české, ale i světové iberoamerikanistiky. Absolvoval přednáškové pobyty na univerzitách v Mexiku, Francii, Polsku a zejména Španělsku, kde byl oceněn Řádem Isabely Katolické a vedle toho byl přidruženým členem Fóra pro studium Kuby Univerzity ve Wolverhamptonu. Mimo vlastní vědecké práce je bohatá jeho tvorba na poli literatury faktu. Často býval zván do médií.

## Ocenění
- V roce 2003 obdržel za rozvoj české hispanistiky Řád Isabely Katolické z rukou španělského krále Juana Carlose.[3]
- V roce 2008 získal španělský řád za občanské zásluhy v česko-španělské spolupráci.[2]
- V roce 2006 obdržel Cenu Egona Erwina Kische za literaturu faktu, kterou mu udělila Obec spisovatelů.[4]
- V roce 2005 obdržel Cenu Miroslava Ivanova za literaturu faktu, kterou mu udělil Klub autorů literatury faktu.[5]
- V roce 2014 obdržel Cenu Miroslava Ivanova za literaturu faktu, kterou mu udělil Klub autorů literatury faktu.[6]
- V roce 2018 byl vyznamenán mexickým Řádem aztéckého orla[7]
- V roce 2020 obdržel stříbrnou medaili Univerzity Karlovy za významné celoživotní dílo v oboru iberoamerikanistiky.[1]

## Knižní publikace
- Benito Juárez. Praha : Horizont, 1974
- José Martí. Praha : Horizont, 1975
- Španělsko a USA v zápase o Kubu. Praha : Univerzita Karlova, 1978
- Průplav dvou oceánů. Praha : Mladá fronta, 1979
- 88 zajímavostí z Kuby. Pro čtenáře od 12 let. Praha : Albatros, 1983
- 77 zajímavostí z Mexika. Pro čtenáře od 12 let. Praha : Albatros, 1988
- Poslední indiánské války. Praha : Mladá fronta, 1990
- Objevitelé, dobyvatelé, osadníci. 500 let Ameriky. Praha : Road, 1992
- Konec syna Jitřní hvězdy. Poslední bitva generála Custera u Little Bighornu. Praha : Road, 1994
- Amerika prezidenta Granta. Praha : Albatros, 1994, Karolinum 2019
- Amerika v proměnách staletí. Praha : Libri  1998, Karolinum 2024
- Válka Severu proti Jihu. Praha :Mladá fronta 1986, Libri 1998, Karolinum 2017
- Kde leží indiánská zem. Konec bojů na Velkých pláních. Praha : Brána, 1998
- Válka Mohykánů. Sedmiletá válka v Americe. Praha : Libri, 2000
- Kuba (řada Stručná historie států). Praha : Libri, 2002, 2017
- Stát osamělé hvězdy a mexicko-americká válka. Praha : Libri, 2002
- USA (s S. Rakovou; řada Stručná historie států). Libri, 2003
- Mexiko (řada Stručná historie států). Libri, 2003, 2016
- Panama (řada Stručná historie států). Libri, 2004, 2019
- Velká siouxská válka. Praha : Epocha, 2005
- José Antonio Saco y la búsqueda de la identidad cubana. Praha : Karolinum, 2010
- Malá skvělá válka. Španělsko-americký konflikt, duben – červenec 1898. Praha : Epocha, 2013
- Pamatujte na Alamo. Praha : Epocha, 2014
- Viva Cuba Libre: Tři války za kubánskou nezávislost, 1868-1898. Praha : Epocha, 2016
- Splněný sen majora Rogerse: Cesta Lewise a Clarka k Pacifiku. Praha : Epocha, 2017
- Lid mi říká Evita. Praha : Epocha, 2019